# Лумијере (Ливорно)
Лумијере је насеље у Италији у округу Ливорно, региону Тоскана.
Према процени из 2011. у насељу је живело 154 становника. Насеље се налази на надморској висини од 45 м.